# Dicranophragma (Dicranophragma) diploneura
Dicranophragma (Dicranophragma) diploneura is een tweevleugelige uit de familie steltmuggen (Limoniidae). De soort komt voor in het Afrotropisch gebied.